# Siger von Courtrai
Siger von Courtrai (auch Sigerus de Cortraco, flämisch Zeger van Kortrijk; * um 1283 in Courtrai; † 30. Mai 1341 in Paris) war ein Scholastiker.
Siger war ab etwa 1309 Magister artium  der Universität Paris und unterrichtete ab 1310 an der Sorbonne, deren Prokurator er 1315 wurde. Er war zusammen mit Lambert von Auxerre Vertreter der älteren logica moderna in der  Philosophie und wird zu den Modistae gezählt. Er verfasste das Werk Sophismata, eine Sammlung von Denkaufgaben zur angewandten Logik und einen Kommentar zu Aristoteles ersten Analytiken.
Er war 1308 bis 1323 Kanoniker an der Kirche Notre-Dame de Courtrai.